# Liste des chaînes de télévision en Lettonie
Cet article présente la liste des chaînes de télévision en Lettonie.

## Liste des chaînes de télévision

### Publiques
| Logo | Nom  | Langue |
| ---- | ---- | ------ |
|      | LTV1 | Letton |
|      | LTV7 | Letton |

### Privées
| Logo | Nom                                | Langue       | Groupe              |
| ---- | ---------------------------------- | ------------ | ------------------- |
|      | TV3 Latvija                        | Letton       | TV3 Group           |
|      | TV3 Life                           | Letton       | TV3 Group           |
|      | TV3 Mini                           | Letton       | TV3 Group           |
|      | TV3 Sport                          | Letton       | TV3 Group           |
|      | TV3 Sport 2                        | Letton       | TV3 Group           |
|      | TV6 Latvija                        | Letton       | TV3 Group           |
|      | ReTV                               | Letton       | Vidzemes televīzija |
|      | 360TV                              | Letton       | Media 360           |
|      | STV Pirmā!                         | Letton       | Media 360           |
|      | Rīga TV24                          | Letton       | Baltcom             |
|      | Sportacentrs.com TV                | Letton       |                     |
|      | 3+ Latvija                         | Russe        | TV3 Group           |
|      | Pirmais Baltijas Muzikālais kanāls | Russe        | PBK                 |
|      | Pirmais Baltijas kanāls            | Russe Letton | PBK                 |
|      | TV XXI                             | Russe        |                     |
|      | Mūzikas video                      | Letton       | MVK                 |
|      | Latvijas šlāgerkanāls              | Letton       | MVK                 |

## Chaînes de télévision locales ou régionales
- TV Kurzeme – Liepāja
- Lemon TV – Vidzeme (câble, DVB-T)
- Latgalian Regional Television – Latgale
- Kurzemes TV – Courlande
- Ogres TV – Ogre
- LRT+ – Daugavpils (câble)
- Valmieras TV – Valmiera
- TV Viļāni – Viļāni
- Vidzemes TV – Vidzeme
- Channel One Baltic

## Traduction
- (lv) Cet article est partiellement ou en totalité issu de l’article de Wikipédia en letton intitulé « Televīzija Latvijā » (voir la liste des auteurs).